# Moutabea guianensis
Moutabea guianensis är en jungfrulinsväxtart som beskrevs av Jean Baptiste Christophe Fusée Aublet. Moutabea guianensis ingår i släktet Moutabea och familjen jungfrulinsväxter. Inga underarter finns listade i Catalogue of Life.